# Sven Gröneveld
Sven Gröneveld, né le 22 juillet 1965, est un entraîneur de tennis néerlandais. Il a collaboré avec de nombreux champions et championnes de tennis, dont Mary Pierce, Ana Ivanović ainsi que Maria Sharapova.

## Biographie
Il intervient de manière temporaire dans l'entraînement de divers joueurs et joueuses liés à l'équipementier Adidas avec lequel il est sous contrat.
Sa carrière de joueur professionnel n'a pas été marquante : il n'a atteint que la 826e place mondiale. C'est en tant qu'entraîneur qu'il connaît un succès important.
Il entraîne en 1991 et en 1992 Monica Seles (en association avec le père de la joueuse) alors au sommet de son art.
En 1993, il prend en charge Arantxa Sánchez Vicario qui joue pendant cette année deux finales de tournois du Grand Chelem, à l'Open d'Australie et à l'US Open.
Sven Gröneveld s'occupe ensuite de Mary Pierce qu'il coentraîne avec Nick Bollettieri de fin 1993 à octobre 1995. La Française devient pendant cette période l'une des meilleures joueuses du moment. Elle parvient en finale de Roland-Garros en 1994, remporte l'année suivante son premier tournoi du Grand Chelem en Australie et grimpe jusqu'à la 3e place mondiale. Mary Pierce renouera le contact avec Sven Gröneveld de manière éphémère, notamment en 1997 lorsqu'elle est finaliste de l'Open d'Australie et en 2003 quand elle obtient avec la France un titre en Fed Cup. 
Il se lie alors à Michael Stich en 1995, peu de temps après la terrible blessure de l'Allemand à la cheville pendant l'Open de Vienne. Il profite du temps de la rééducation pour parfaire la technique du joueur, principalement en coup droit. Michael Stich revient au plus haut niveau dès la saison suivante, parvenant en finale de Roland-Garros en 1996.
Il intègre la Fédération suisse de tennis, la Swiss Tennis, en 1997 pendant près d'un an, période durant laquelle il travaille notamment avec Roger Federer, alors encore junior, avec qui il tisse des liens d'amitié,,.
Durant cette année 1997, Sven Gröneveld collabore également avec Mary Joe Fernández qui se hisse en quart de finale de Roland-Garros.
De 1998 à 2000, il prend en charge Greg Rusedski, qui devient le premier britannique à remporter un Master Series. Ils se séparent alors que le joueur se fait éliminer au premier tour de Wimbledon par Vincent Spadea qui était pourtant sur une série de 21 défaites de rang. Après de courtes collaborations avec Nicolas Kiefer et Tommy Haas, il se joint à nouveau à Greg Rusedski de décembre 2001 à novembre 2002.
C'est avec Mario Ančić qu'il travaille de juillet 2002 au printemps 2003. Le Croate gagne cent places au classement sous sa conduite et se situe aux portes du top 50.
En 2004 après l'US Open, il devient l'entraîneur de Nathalie Dechy, une collaboration qui dure jusqu'en décembre 2005. C'est au cours de cette année que la Française produit la meilleure performance de sa carrière dans un tournoi du Grand Chelem, avec une demi-finale de l'Open d'Australie, et qu'elle obtient son plus haut classement (13e).
En mars 2008, Sven Gröneveld a commencé une collaboration avec Sania Mirza, en association avec le père de la joueuse Imran.
En mai 2008, en complément de José Higueras, il travaille avec Roger Federer.
Son contrat avec Adidas le prive de conseiller une joueuse avant un match quand celle-ci joue contre une adversaire liée à la même firme. Ce cas s'est notamment produit en 2007 lorsqu'Ana Ivanović a affronté Justine Henin en finale de Roland-Garros 2007. La même situation s'est produite l'année suivante pour sa finale contre Dinara Safina.
Puis il rompt son contrat avec Adidas et en novembre 2013, devient l'entraineur de Maria Sharapova.

## Liste des champions de tennis ayant été entraînés par Sven Gröneveld
Liste non exhaustive et sous réserve :
| - Mario Ančić - Anna Chakvetadze - Sorana Cîrstea - Kimiko Date - Nathalie Dechy - Marta Domachowska - Roger Federer - Mary Joe Fernández - Tommy Haas - Ana Ivanović - Nicolas Kiefer | - Maria Kirilenko - Sania Mirza - Mary Pierce - Greg Rusedski - Arantxa Sánchez Vicario - Naoko Sawamatsu - Monica Seles - Michael Stich - Fernando Verdasco - Caroline Wozniacki - Maria Sharapova |